# La Canne (nouvelle)
La Canne est une nouvelle de Marcel Aymé, parue dans Candide en 1932.

## Historique
La Canne est une nouvelle de Marcel Aymé, parue dans Candide no 451, le 3 novembre 1932 (Nouvelle inédite par Marcel Aymé) et dans Le Journal de Shangai no 11, le 13 janvier 1935 (Conte par Marcel Aymé).

## Résumé
« Les époux Sorbier décidèrent qu'on profiterait du dimanche après-midi pour faire un tour de promenade... »

Pour la promenade, Sorbier décide de prendre la canne de l'oncle Émile...